# Topet
株式会社topet（トペット、英: topet, inc.）は、東京都杉並区に本社を置く企業。主にペット関連サービスを提供する。

## 沿革
- 2021年
  - 2月 - 東京都杉並区に株式会社topetを設立
  - 5月 - 犬猫の情報メディア「食事と健康のはなし」をリリース[1]
  - 6月 - 動物保護団体支援「ご縁×プロジェクト」を発足[2]
  - 11月 - 犬用パーソナライズサプリメント「あなたの愛犬だけのサプリ」をリリース[3]
- 2022年
  - 3月 - 5万通り以上の回答パターンから愛犬の状態をレーダーチャートで可視化できる「愛犬の体調分析」をリリース[4]
  - 12月 - 犬猫用口腔ケア「お口のふりかけ」をリリース[5]
- 2024年
  - 7月 - 犬猫用皮膚・被毛ケア「お肌のふりかけ」をリリース[6]